# Vláda Igora Matoviče
Vláda Igora Matoviče byla v letech 2020–2021 vláda na Slovensku. Předsedou vlády byl Igor Matovič, předseda hnutí OBYČAJNÍ ĽUDIA a nezávislé osobnosti, které zvítězilo v parlamentních volbách v roce 2020. Koaliční vládu tvořilo 16 členů (8 z hnutí OĽaNO, 3 ze strany Sme rodina, 3 ze strany SaS a 2 ze strany ZA ĽUDÍ). Ve 150členném parlamentu koalice disponovala ústavní většinou 93 mandátů. Vládu jmenovala prezidentka republiky Zuzana Čaputová.
Kabinet nahradil vládu Petera Pellegriniho, symbolizující tzv. „éru Roberta Fica“. SMER – sociálna demokracia pod vedením Fica vládla na Slovensku s dvouletou přestávkou v letech 2006 až 2020.
Dne 30. března 2021 se vláda jako celek usnesla na podání demise. Prezidentka Zuzana Čaputová demisi vlády přijala v ten samý den, zároveň pověřila vládu vykonáváním jejích funkcí až do jmenování nové vlády, které proběhlo 1. dubna 2021, a sestavením nové vlády pověřila Eduarda Hegera z OĽaNO, dosavadního vicepremiéra a ministra financí. Fakticky však šlo o skoro stejnou vládu, vedle prohození ministra financí a premiéra došlo jen na změnu vedení ministerstva zdravotnictví.

## Vznik
Vznik vlády Igora Matoviče byl výsledkem rozsáhlé proměny politické atmosféry na Slovensku po několika skandálech dlouholeté vládní strany SMER-SD a třetí vlády dřívějšího premiéra Roberta Fica, která ještě zesílila po vraždě novináře Kuciaka a odhalení komunikace kontroverzního podnikatele Mariana Kočnera s různými vysoce postavenými soudci a státními zástupci, naznačující rozsáhlou a vysoce organizovanou kriminální činnost. V parlamentních volbách v roce 2020 tak zaznamenalo výrazný vzestup protikorupční hnutí OBYČAJNÍ ĽUDIA a nezávislé osobnosti podnikatele Igora Matoviče, které získalo více než 25 % hlasů a bylo tak schopno sestavit vládu s dalšími liberálními stranami (SaS, ZA ĽUDÍ) a stranou Sme rodina dalšího podnikatele Borise Kollára; dosavadní vládní strany SNS a Most-Híd se naopak nedostaly do parlamentu.
Povolební vyjednávání, resp. neformální rozhovory mezi budoucími politickými partnery začaly takřka okamžitě po volbách 29. února 2020, přičemž Matovič opakovaně deklaroval zájem na vytvoření čtyřkoalice, která by ve slovenském parlamentu disponovala ústavní většinou (minimálně 90 poslanců). Dne 4. března obdržel Matovič oficiální pověření k sestavení vlády od prezidentky Zuzany Čaputové. Sestavování vlády provázela zpočátku mediální kritika zapojení strany Borise Kollára, a to zejména kvůli jeho údajné zločinecké minulosti, resp. blízkým kontaktům s některými vůdčími postavami slovenského podsvětí v 90. letech 20. století. Svou účast ve vznikající vládě nejdřív nepotvrdil bývalý prezident Andrej Kiska, jehož strana ZA ĽUDÍ rozhodla o svém zapojení teprve na svém sněmu dne 5. března.
13. března byl vznik uskupení čtyř stran vážně ohrožen, když předseda liberální strany SaS Richard Sulík veřejně deklaroval svou nespokojenost, že během vyjednávání nebyl straně nabídnut žádný ekonomický rezort, resp. že jemu samotnému nebylo umožněno obsadit křeslo ministra financí; podle médií tento spor trval už několik dní. Nicméně již v ten samý den zástupci všech čtyř stran (ze všech předsedů stran budoucí koalice se vyjednávání neúčastnil pouze Andrej Kiska, jehož zastupovala místopředsedkyně jeho strany Veronika Remišová) veřejně ohlásili dosažení dohody na rozdělení moci. Původně ohlášený poměr rozdělení míst ve vládě 8:3:2:2 (respektující výsledky parlamentních voleb) byl změněn na 8:3:3:2 ve prospěch strany SaS, čímž současně došlo k navýšení počtu členů vlády z 15 na 16 oproti dosavadní vládě Petera Pellegriniho. Hned následujícího dne byl personální návrh nového kabinetu doručen prezidentce Čaputové a dne 18. března bylo definitivní složení vlády oznámeno veřejnosti.
Celková délka povolebního vyjednávání o nové vládě (přibližně 13 dní) se tak stala jednou z nejkratších v moderní historii Slovenska; současně se jedná teprve o druhou vládu disponující ústavní většinou. Vládu jmenovala prezidentka Zuzana Čaputová dne 21. března 2020.
V den uvedení vlády do úřadu byl kandidát na ministra zahraničí Ivan Korčok stále ve washingtonské rezidenci jako velvyslanec ve Spojených státech v důsledku omezení transatlantického letového provozu pro pandemii covidu-19. Pověřen řízením rezortu tak byl v mezidobí vicepremiér Richard Sulík. Po návratu na Slovensko podstoupil Korčok dvoutýdenní karanténu a jmenování za člena vlády se uskutečnilo 8. dubna téhož roku.
Při hlasování o důvěře získala vláda 30. dubna 2020 v parlamentu 93 hlasů ze 141 přítomných poslanců. Při hlasování poslanci SMERu opustili jednací sál.

## Složení vlády
| Úřad                                                                             | Člen vlády                           | Strana | Strana        | Nástup do úřadu | Odchod z úřadu  |
| -------------------------------------------------------------------------------- | ------------------------------------ | ------ | ------------- | --------------- | --------------- |
| Předseda vlády                                                                   | Igor Matovič                         |        | OĽaNO         | 21. března 2020 | 1. dubna 2021   |
| Místopředseda vlády pro legislativu a strategické plánování                      | Štefan Holý                          |        | Sme rodina    | 21. března 2020 | 1. dubna 2021   |
| Místopředseda vlády Ministr financí                                              | Eduard Heger                         |        | OĽaNO         | 21. března 2020 | 1. dubna 2021   |
| Místopředseda vlády Ministr hospodářství                                         | Richard Sulík                        |        | SaS           | 21. března 2020 | 23. března 2021 |
| Místopředseda vlády Ministr hospodářství                                         | Andrej Doležal (pověřen řízením)     |        | Sme rodina    | 23. března 2021 | 1. dubna 2021   |
| Místopředsedkyně vlády Ministryně investic, regionálního rozvoje a informatizace | Veronika Remišová                    |        | ZA ĽUDÍ       | 21. března 2020 | 1. dubna 2021   |
| Ministr zahraničních věcí a evropských záležitostí                               | Richard Sulík (pověřen řízením)      |        | SaS           | 21. března 2020 | 8. dubna 2020   |
| Ministr zahraničních věcí a evropských záležitostí                               | Ivan Korčok                          |        | nestr. za SaS | 8. dubna 2020   | 25. března 2021 |
| Ministr zahraničních věcí a evropských záležitostí                               | Eduard Heger (pověřen řízením)       |        | OĽaNO         | 25. března 2021 | 1. dubna 2021   |
| Ministr vnitra                                                                   | Roman Mikulec                        |        | OĽaNO         | 21. března 2020 | 1. dubna 2021   |
| Ministr obrany                                                                   | Jaroslav Naď                         |        | OĽaNO         | 21. března 2020 | 1. dubna 2021   |
| Ministryně spravedlnosti                                                         | Mária Kolíková                       |        | ZA ĽUDÍ       | 21. března 2020 | 23. března 2021 |
| Ministryně spravedlnosti                                                         | Veronika Remišová (pověřena řízením) |        | ZA ĽUDÍ       | 23. března 2021 | 1. dubna 2021   |
| Ministr dopravy a výstavby                                                       | Andrej Doležal                       |        | Sme rodina    | 21. března 2020 | 1. dubna 2021   |
| Ministr zemědělství a rozvoje venkova                                            | Ján Mičovský                         |        | OĽaNO         | 21. března 2020 | 1. dubna 2021   |
| Ministr životního prostředí                                                      | Ján Budaj                            |        | navržen OĽaNO | 21. března 2020 | 1. dubna 2021   |
| Ministr práce, sociálních věcí a rodiny                                          | Milan Krajniak                       |        | Sme rodina    | 21. března 2020 | 17. března 2021 |
| Ministr práce, sociálních věcí a rodiny                                          | Andrej Doležal (pověřen řízením)     |        | Sme rodina    | 17. března 2021 | 1. dubna 2021   |
| Ministr zdravotnictví                                                            | Marek Krajčí                         |        | OĽaNO         | 21. března 2020 | 12. března 2021 |
| Ministr zdravotnictví                                                            | Eduard Heger (pověřen řízením)       |        | OĽaNO         | 12. března 2021 | 1. dubna 2021   |
| Ministr školství, vědy, výzkumu a sportu                                         | Branislav Gröhling                   |        | SaS           | 21. března 2020 | 25. března 2021 |
| Ministr školství, vědy, výzkumu a sportu                                         | Jaroslav Naď (pověřen řízením)       |        | OĽaNO         | 25. března 2021 | 1. dubna 2021   |
| Ministryně kultury                                                               | Natália Milanová                     |        | OĽaNO         | 21. března 2020 | 1. dubna 2021   |

### Počet členů podle navrhujících subjektů
| - OĽaNO      | 7 |
| - Sme rodina | 2 |
| - ZA ĽUDÍ    | 1 |

## Vládní krize
Vládu provázely spory především mezi premiérem Matovičem (OĽaNO) a ministrem hospodářství Richardem Sulíkem (SaS), zejména ohledně témat týkajících se pandemie covidu-19, kdy Matovič prosazoval tvrdší opatření a Sulík se stavěl proti nim. Spory vygradovaly poté, co začátkem března 2021 nechal premiér společně s ministrem zdravotnictví Markem Krajčím dovézt ruskou vakcínu proti covidu-19 Sputnik V, přičemž tato vakcína nebyla schválena Evropskou lékovou agenturou a dovezena byla tajně i přes nesouhlas koaličních partnerů zejména ze strany ZA ĽUDÍ a SaS.
Po kritice ze strany předsedy SaS Sulíka a předsedkyně ZA ĽUDÍ Veroniky Remišové premiér Matovič odvolal ministra zdravotnictví Krajčího, avšak trval na očkování Sputnikem V a ministra označil za oběť. Koaliční partnery tento krok nepřesvědčil a žádali výměnu předsedy vlády, premiér Matovič sdělil, že demisi podá, pokud se ministerského křesla vzdá Sulík, přičemž SaS měla o jedno ministerstvo přijít. Zároveň Matovič žádal též demisi ministryně spravedlnosti Marie Kolíkové (ZA ĽUDÍ) a některých dalších představitelů vlády za SaS a ZA ĽUDÍ, Matovič sám by na jiném postu ve vládě setrval. Sulík na ministerský post rezignoval, na další podmínky však odmítl přistoupit.
Demisi podala též ministryně Kolíková. Protože Matovič další jednání odmítal, postupně podali demisi všichni ministři za SaS, odchodem z vlády, pokud se krize nevyřeší, pohrozil i předseda hnutí Sme rodina Boris Kollár. 28. března 2021 Matovič oznámil, že si vymění post s ministrem financí Eduardem Hegerem a že již netrvá na žádných podmínkách vůči koaličním partnerům. Koaliční strany s navrženým řešením souhlasily, Matovič podal demisi 30. března, vláda Eduarda Hegera byla jmenována 1. dubna.